# Owingen
Owingen település Németországban, azon belül Baden-Württembergben. Lakosainak száma 4600 fő (2023. december 31.). Owingen Überlingen és Heiligenberg községekkel határos.

## Népesség
A település népessége az elmúlt években az alábbi módon változott:
| Lakosok száma | 1691 | 2174 | 2584 | 2847 | 3153 | 3699 | 4105 | 4175 | 4241 | 4600 |
|               | 1961 | 1967 | 1974 | 1980 | 1987 | 1993 | 2000 | 2006 | 2013 | 2023 |